# 王江民
王江民（1951年10月7日—2010年4月4日），中国上海人，祖籍山东烟台，反病毒软件开发者，江民杀毒软件制作者。
王江民是研究光学仪器起家，38岁才接触电脑，43岁即发明“KV100”杀毒软件，被称为“中国反病毒之父”。
2010年4月4日，因心脏病在中国北京去世，享年59岁。

## 个人经历
1951年王江民生于上海，3岁时因患小儿麻痹症，导致腿部终身残疾。而他在读小学时，腿部又被撞断了一次。
王江民小学四年级时，手工做出了双波段八晶体管收音机和无线电收发机。初中毕业后，王江民在老家山东烟台当工人，业余时间研究光学仪器，并小有名气，因此得奖和申请专利。
1989年，王江民购买了中国第一批电脑“中华学习机”钻研，并学会了使用计算机。一年之后，他又买了一台8088PC机，开始自学BASIC语言。之后，他为了应付儿子学校里的任务，做了一款自动出小学口算题的教学软件，结果得到了自己的第一桶金。就这样，他开始从事IT行业。
当时，中国媒体首次报道了电脑病毒。1994年，他研究了两年的KV100杀毒软件诞生，它被称为中国首款专业杀毒软件。
1996年，45岁的王江民从烟台停薪留职，独闯中关村，成立北京江民新科技术有限公司，研发并销售KV系列杀毒软件，任董事长兼总裁。
2003年，他与妻子高宁离婚，并退出了研发第一线。
2010年4月4日9:20，王江民在北京京西信翔鱼池钓鱼时突发心脏病，不幸去世，享年59岁，去世前并无任何征兆。

## 奖项
1979年，获“全国新长征突击手标兵”称号。
1985年，获“全国青年自学成材标兵”称号。
1991年，获“全国自强模范”称号。
2003年，跻身“中国IT富豪榜50强”。
2004年，获中国软件行业协会“中国软件杰出贡献奖”。
2009年3月，获建设中关村科技园区领导小组“中关村二十年突出贡献奖”表彰。

## 轶事

### 落下残疾
王江民的小儿麻痹症给他留下了一条病腿。他这么自述：小时候，我自己只能在家里的窗户上，在楼上看着楼下的人群。然后用一张纸撕成一些小条条，然后，拧成一些转转儿从楼上往下扔，看着转转儿一直飘到楼下去。

### 接触杀毒
王江民接触反病毒行业之前，主要工作是开发工程控制的软件，但客户的电脑总中病毒，客户误认为是王江民的软件问题。于是王江民就手动给客户的电脑杀毒。他每杀一种病毒，就在《电脑报》上发表一篇文章，公布这段杀毒的程序。后来，王江民把6个杀不同计算机病毒的程序集成到一起，命名为KV6，然后从这之中嗅到了商机，于是在1996年，他来到了北京，准备在中关村淘桶金。

### “逻辑炸弹”
1997年春，王江民为了防止盗版软件横行，设计了一个针对盗版软件的“逻辑炸弹”，内置于KV300的升级包中，只要盗版软件一安装，用户机器便无法运行，只能采用江民的软件破解。他也因此被罚款人民币三千元。但江民KV300的销量变得空前的旺销，正版用户累积数很快就上了2000万。此举评价有好有坏：好的评价认为他捍卫了知识产权，坏的评价认为他过于极端。

### 天下谁人不识君
有一次，王江民去国外谈合作。在中方边界的边防检查站上，中国边防一位工作人员大声地喊道：“谁是王江民？”王江民也不知道发生了什么事情，走了上前，很镇静地说：“我是王江民，有什么事情？”边防工作人员给王江民敬了个礼：“王老师，您好！”原来这位边防工作人员也是KV系列的忠实用户。

### 调解金山内讧
金山软件公司曾经有过一次内讧，创始人求伯君和雷军之间想分家。得知了这个消息后，王江民特地请他们吃饭，在饭桌上对他们说：“你们俩不能分，离开了谁，金山都不可能成功。”十余年后，金山软件成功在香港上市。求伯君回忆此事时说：“王（江民）老师不仅是我们同行业中的前辈，也是大家的良师益友。其身残志坚的毅力和品质让很多后辈的程序员面对困难和挫折时，从中得到鼓舞。”

### 热衷公益
王江民热爱和关心残疾人事业，捐赠中国残疾人福利基金会100万元设立“江民特教园丁奖”。100万元捐款中，70万元用于设立“江民特教园丁奖”，由教育部、中国残疾人联合会每年组织评奖，奖励从事特教事业的优秀教师。其余30万元作为定向捐款，在烟台市残联建立残疾人电脑培训教室。

## 去世
2010年4月5日，江民科技在官网发布讣告，公司董事长、创始人王江民于2010年4月4日9时20分因病在北京逝世，享年59岁。4月8日，其追悼会在北京八宝山举行。求伯君、鲍岳桥等诸多IT业界高管将前往送行。
据《北京青年报》报道，王江民是在4月4日上午于北京京西信翔鱼池钓鱼时突发心脏病的，去世前并无任何征兆。据王江民亲属介绍，王江民遗体将于8日在北京八宝山革命公墓火化。
江民科技已于4月13日召开了王江民去世后的第一次临时董事会，并通过决议：由王江民之子王营接任公司董事长，接手管理公司。王营已正式到江民公司上班，进驻父亲生前使用的董事长办公室。一位接近王营的人士表示，王营还在尽快调整突然失去父亲带来的悲痛情绪，不便接受采访。
同一日，王江民前妻高宁以个人名义对外发布了一份公告，称“我将坚决支持这一决定，像辅佐王江民那样支持王营”。对于自己此前宣布的转让江民科技34%股权一事，高宁的态度也发生了变化，称“无暇顾及，暂时搁置”。

## 评价

### 正面评价
王江民去世后，奇虎360和金山软件的官网都变成了黑白。业内人士也纷纷发文吊唁。
中国大陆互联网资深人士范锋表示，王江民是中国大陆“杀毒安全领域的开拓者”。
IT资深人士林军表示，王江民是中国大陆“杀毒软件市场启蒙的第一人”。
新浪科技在王江民逝世的专题中，将王江民称为“受人尊敬的长者、专家”。
“王江民老师年近40才开始学计算机，四十五六才创业，取得了巨大的成功，这不是一般人能做到的，值得所有创业者学习。”奇虎360董事长周鸿祎说。
卡巴斯基亚太区董事总经理张立申都表示：“王江民先生离世，对中国反病毒领域是个巨大的损失。他不但在反病毒行业是个成功的企业家，并且是一个令人尊敬的竞争对手。”
“杀毒市场风云变换，有人令人恨，有人令人怕，但是王江民一直是圈子里令人敬重的人物。王江民的时代，是一个技术天才的大草莽时代。”蓝港在线CEO王峰如是说。

### 负面评价
“逻辑炸弹”事件时，有业内人士对此举表示不满，认为过于极端，杀伤面积过大。